# Kinas håndboldforbund
Kinas håndboldforbund er det kinesiske håndboldforbund. Forbundets hovedkvarter ligger i Beijing. Forbundet er medlem af det asiatiske håndboldforbund, Asian Handball Federation (AHF) og det internationale håndboldforbund, International Handball Federation (IHF). Forbundet har ansvaret for herrelandsholdet og damelandsholdet.